# Gonesse
Gonesse je severovzhodno predmestje Pariza in občina v osrednjem francoskem departmaju Val-d'Oise regije Île-de-France. Leta 2010 je imelo naselje 26.356 prebivalcev.

## Geografija
Naselje leži v osrednji Franciji severno od mednarodnega letališča Le Bourget, 16 km od središča Pariza.

## Administracija
Gonesse je sedež istoimenskega kantona, v katerega so poleg njegove vključene še občine Bouqueval, Chennevières-lès-Louvres, Épiais-lès-Louvres, Roissy-en-France, Le Thillay, Vaudherland, Vémars in Villeron s 37.091 prebivalci. Kanton Gonesse je sestavni del okrožja Sarcelles.

## Zgodovina
V kraju se je 21. avgusta 1165 rodil bodoči francoski kralj Filip II.
25. julija 2000 se je na naselje zrušilo francosko nadzvočno letalo Concorde. 

## Znamenitosti
- cerkev sv. Petra in Pavla